# Fara u svatého Jana Nepomuckého na Skalce
Fara u sv. Jana Nepomuckého na Skalce je bývalá fara v Praze 2 na Novém Městě, která stojí v ulici Vyšehradská jižně od kostela. Je chráněna jako nemovitá kulturní památka České republiky. Do areálu patří hlavní budova, zahradní pavilon, zahrada se zbytky sochařské výzdoby, terasa, vstupní schodiště a ohradní zeď.

## Historie
Fara kostela sv. Jana Nepomuckého se až do konce 19. století nacházela v zadním křídle Faustova domu. Novobarokní budova byla postavena v letech 1902–1904 podle plánů architekta Antonína Wiehla.

## Popis
Budova postavená na obdélném půdorysu se hlavním průčelím obrací ke kostelu. Je kryta sedlovou střechou, nad rizalitem má střechu mansardovou. Průčelí fary je řešeno asymetricky – po levé straně je dvouosé křídlo, po pravé jednoosé, silně ustupující. Před ním v přízemí se nachází loggie o třech arkádách, v patře nad loggií je terasa s balustrovým zábradlím. Interiéry jsou klenuté klenbami valenou s výsečemi, segmentovou a zrcadlovou. Z vestibulu vede do patra rozlehlé trojramenné schodiště.
Na uliční průčelí navazuje ohradní zeď se schodištěm a vstupním portálem. Zeď je spojená s ohradní zdí sousedního kostela a přejímá její podobu. Nad vstupem je umístěn reliéf sv. Jana Nepomuckého.
Severně a východně od budovy se rozprostírá zahrada s terasou se sochařskou výzdobou, například pozdně barokní podstavec s nápisem s chronogramem a mladší sochou svaté Anny s Pannou Marií z 19. století, kamenná busta (poškozená) a další relikty. Na terasovitě vyvýšené části zahrady východně od hlavní budovy stojí barokní pavilon, který je novodobě upraven.

## Další informace
- Na schodišti hlavní budovy se měla nacházet socha sv. Jana Nepomuckého, pravděpodobně dřevěná, od Ignáce Platzera z roku 1760, která sem byla přenesena z kostela (odstraněna).[1]
- Areál byl přestavěn na hotel.